# タービナ・コリボサ
タービナ・コリボサ(学名Turbina corymbosa)、異名で、リベア・コリボサ(Rivea corymbosa)は、ヒルガオ科の植物で、メキシコから南は遠くペルーまでと、ラテンアメリカに広く自生しており、また至る場所に広く帰化している。
一般名として、クリスマス・バイン、クリスマスポップス、スネーク・プラントが挙げられる。メキシコの原住民は、その種子をオロリウキと呼び崇拝し、アルカロイドのリゼルグ酸アミドが含まれている。

## 特徴
メキシコの北部および中央の原住民には、ナワトル語でオロリウキ(Ololiúqui、綴りはまた、ololiuhquiなど)として、南東部の原住民はマヤ族のユカテコ語でxtabentúnとして知られ、白い花をつける蔓が登る多年生植物で観賞植物としてよく植えられる。この植物はキューバにも自生しており、通常は12月上旬から2月に花を咲かせる。豊富に蜜を分泌し、ミツバチが作る蜂蜜は、香り豊かでとても透き通っている。島の主な養蜂植物のひとつとみなされている。

## 文明とのかかわり
南米のメキシコより外の世界に知られるまで、その種子は原住民によって用いられるのがおそらく最も一般的であった。種子は、原住民のシャーマンによって、病気を治す行為と儀式において知識を得る目的で、ならびに病気の原因を知るために用いられる。
アステカの言語であるナワトル語のオロリウキは、「丸いもの」を意味し、また「ヘビの草」（コアクシフィトル:coaxihuitl）の種子を指す。オロリウキは植物それ自体ではなく、タービナ・コリボサの種子を指している。またそれは種子の中に住んでいる存在を指し、種子の煎じ汁を摂取することで姿を現す男性の神であると考えられていた。
16世紀前後にスペインによるアメリカ大陸の植民地化があり、南米メキシコでの先住民族による（ケツァルコアトルの）信仰はキリスト教に改宗させられたが、異端審問の記録にオロリウキの名は頻繁に登場する。当時、そうした植物自体が崇拝の対象であり、一般の人でも家の中の密かな神棚に、隠すように納め、祈ったり花を捧げた。キリストではなく原色で彩られたグアダルーペの聖母が主な信仰対象であるなど、土着のシャーマニズム文化と混交した。
医師のフランシスコ・エルナンデスは、スペインの王、フェリペ2世に命じられて、1570年から5年間、メキシコ原住民の薬を研究し、それは1651年に『新・スペイン医療関係辞典』として出版され、オロリウキも紹介されている。そこには、原住民の司祭が神の教示を伝えようとする際に摂取したことが記されている。
以来400年、オロリウキの使用は地下に潜ったが、1941年にハーバード大学の植物博物館館長で民族植物学者のリチャード・エヴァンズ・シュルテスの報告にあるように、オロリウキがアサガオの一種のタービナ・コリボサであると同定された時にも、オアハカ州の先住民によって使い続けられてきたことが発見されている。その種子は、スペイン語で時に、聖母の種子（semilla de la Virgen）とか、マリアの薬草（Hiebra Maria）と呼ばれ、神々の贈り物であるという考えが示されている。またスペイン語ではhiedra、bejuco、quiebraplatosと呼ばれる。
1960年代には、アルバート・ホフマンが、含まれる向精神性のアルカロイドであるリゼルグ酸アミドを同定し、同年Ipomoea violaceaと共にメキシコのシャーマンによって用いられていることが分かった。サポテカ族では、タービナ・コリボサをバドーと呼び、本来のオロリウキとみなし、Ipomoeaを黒いバドー（バドー・ネグロ）と呼んで区別している。ホフマンがオロリウキの成分について専門誌に発表したところ、規制されてきたLSDの代用として関心がもたれたが、不快な麻酔作用を起こし、強い作用や望まれるような作用がないため、その関心は廃れていった。

## アルカロイド
本種に含まれるリゼルグ酸アミドについて。21世紀に入ってから、Ipomoea asarifoliaに続いて本種からも発見された菌類が、トリプトファンをプレニル化させる触媒となるジメチルアリル・トリプトファン合成酵素のための遺伝子に似たものを持っており、本種の種に潜んで子子孫孫と伝搬し麦角アルカロイドを合成している菌はPeriglandu turbinaeと命名された。

## 分布
この種は、外来種としてアメリカやオーストラリアに帰化している。